# Vilafortuny
Vilafortuny és un antic nucli de població, actualment en terme de Cambrils. El seu terme anava des de Barenys, població també desapareguda i a tocar de Salou, fins a la riera de Riudoms, a Cambrils.
Vilafortuny surt esmentat per primera vegada el 3 de setembre de 1152 a la carta de Cambrils atorgada per Ramon Berenguer IV, on situa la fi del terme a "l'honor de Guillem Fortuny". Alfons I en fa esment el 1178. El lloc havia estat donat directament per Ramon Berenguer IV, sense cap intervenció del príncep Robert d'Aguiló ni de l'arquebisbe de Tarragona Oleguer de Barcelona, que tenien drets sobre el Camp. El 1154 Guillem Fortuny declarava que només reconeixia com a senyor al comte de Barcelona, i que no obeiria a cap dels altres senyors. El 1194 l'església de Vilafortuny ja donava servei a la població.
El gener de 1220 els seus propietaris, Bernat de Benaiges i la seva muller Maria, van decidir entrar en la vida monàstica, ell a Santes Creus i ella a Vallbona, i cadascun va aportar al respectiu monestir 1.000 sous damunt del Castell de Vilafortuny, i van fer altres donacions a l'arquebisbe de Tarragona. El 1292 el rei Jaume II permutà tots els drets i delmes que hi tenia amb l'arquebisbe a canvi d'altres drets damunt de Mont-roig i Alcover, però el desembre de 1391 l'arquebisbe Ènnec de Vallterra comprà al rei tots els drets que aquell tenia sobre Vilafortuny. El 1341 el senyor de Vilafortuny era Arnau Roger de Pallars, i va ser previngut per l'arquebisbe perquè estigués preparat per a la guerra de Castella.
Des del 1377 Vilafortuny va participar en els actes de la Comuna del Camp. El mateix 1377 hi va haver una batalla entre les tropes del rei i les de l'arquebisbe vora la població, i es parlava de "la mala anada de Vilafortuny". El 1378 la població tenia com a senyor el donzell Joan d'Olzinelles, que també era castlà de Reus. El 1394 n'era senyor Pere Aicard, que va permutar la senyoria per la de Torrebesses amb Pere de Molins. A partir d'aquell moment Vilafortuny va decaure, i el maig de 1446 el seu senyor, Galceran Desprats, va demanar al Consell de Tarragona franqueses per a tothom que anés a repoblar el territori. L'intent repoblador no va tenir èxit, ja que el 1496 l'alcalde Jaume Juriol declarava que en tot el terme només el Mas de l'Oliver estava habitat. Cap al 1418, l'arquebisbe Pere de Sagarriga va integrar en una sola batllia Vilafortuny, Vila-seca del Comú, Salou, La Pineda, Barenys, Vila-seca de Solcina, Mascalbó, Masricart i La Canonja.
El 1575 l'arquebisbe Gaspar Cervantes de Gaeta va autoritzar els veïns de Barenys i Vilafortuny a construir una església comuna vora el Mas de l'Oliver, per a poder-hi dir missa els dies de festa. Per a construir-la van utilitzar les pedres provinents de l'enderroc de les dues que ja existien, ja que es temia que, com que estaven molt a la vora del mar, poguessin ser atacades pels corsaris algerians. La nova parròquia comprenia set batllies: Vilafortuny, Barenys, Mas de l'Abat, Mas del Bisbe, les Comes d'Ulldemolins, les Franqueses d'Ulldemolins i Vilagrassa. La por als moros no era gratuïta, ja que el juliol de 1582 set galiotes van desembarcar de nit a la costa, profanant l'església del Mas de l'Oriol (o Mas d'en Bosch) i van robar i destruir el Castell de Vilafortuny.
L'any 1378 Vilafortuny tenia 17 focs, 4 el 1413, 1 el 1497, 3 el 1553, 10 cases agrupades el 1716 i 2 cases el 1773. Els habitants eren 7 el 1716, 37 el 1719 i 8 en una sola casa el 1787, després de constar com a deshabitat el 1763. La senyoria de Vilafortuny era d'Àngela Alentorn el 1600, de Joan de Pinós el 1719, que també era senyor de Masllorenç, el 1760 de Josep, fill de Maria de Pinós i Rocabertí, germana de Josep de Pinós, i el 1763 de Francesc de March i de Santgenís. El castell era de Joaquim de Miró el 1866 i el 1905 de Ferran de Miró i d'Ortaffà, tots dos de la família dels Miró de Reus.
Una de les causes de la dificultat del poblament a Vilafortuny va ser el conreu de l'arròs que es practicava en els estanys del litoral, i que no s'abandonà fins al 1802, any en què es van replanar amb terra per combatre les febres tercianes. Però el paludisme es va mantenir a la zona de forma endèmica fins a mitjans del segle xix. Amb el sanejament del terme, Vilafortuny tenia 40 habitants el 1833. Vilafortuny és en l'actualitat un barri residencial de Cambrils, amb bons serveis turístics i una platja, la platja de Vilafortuny, molt freqüentada.